# Megastigmus floridanus
Megastigmus floridanus är en stekelart som beskrevs av Milliron 1949. Megastigmus floridanus ingår i släktet Megastigmus och familjen gallglanssteklar. Inga underarter finns listade i Catalogue of Life.